# Mazarrón
Mazarrón er en by og kommune i det sydøstlige Spanien i Murcia-regionen. Den har et indbyggertal på 35.099 (2024) indbyggere.